# Norme de masse
En mathématiques, la norme de masse (en anglais mass norm) est une norme définie pour les formes différentielles et les courants qui peut être interprétée comme la généralisation de la notion d'aire pour une surface quelconque.

## Pour les formes différentielles
Soit {\displaystyle \omega } une k-forme différentielle, on définit sa norme de masse {\displaystyle \mathbf {M} (\omega )} comme
{\displaystyle \mathbf {M} (\omega )=\sup _{v\in \mathbf {U} ^{n}(0,1)}{|\langle \omega ,v\rangle |}\,}
où v est un multivecteur décomposable appartenant à la boule unité.

## Pour les courants
Soit T un courant. On définit la norme de masse de T comme:
{\displaystyle \mathbf {M} (T)=\sup {T(\omega ),\omega :\sup _{x}\|\omega (x)\|\leq 1}}